# Svedjelöpare
Svedjelöpare (Sericoda bogemannii) är en skalbaggsart som först beskrevs av Leonard Gyllenhaal 1813.  Svedjelöpare ingår i släktet Sericoda, och familjen jordlöpare. Enligt den finländska rödlistan är arten sårbar i Finland. Enligt den svenska rödlistan är arten nationellt utdöd i Sverige. . Arten har tidigare förekommit i Götaland, Nedre Norrland och Övre Norrland men är numera lokalt utdöd. Artens livsmiljö är moskogsbrandfält.